# 硬卧
硬卧是中华人民共和国铁路客运臥鋪車中的一個车厢等级。一般直达特快列车、特快列车和快速列车中會設有硬卧。硬卧車也是中国火车中最便宜的卧铺车厢。 
硬卧车厢与高级软卧车厢的区别如下：

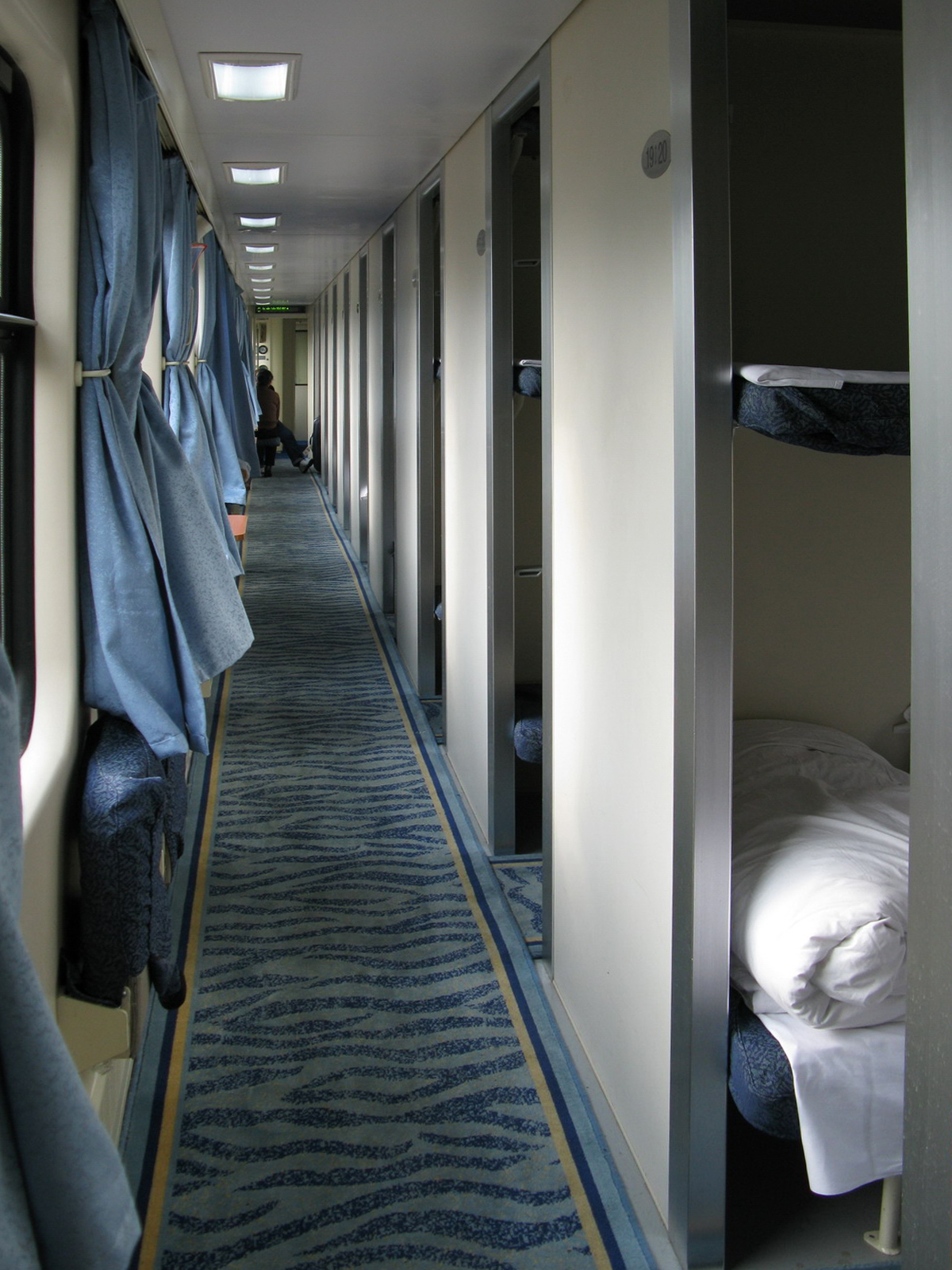
硬卧車廂

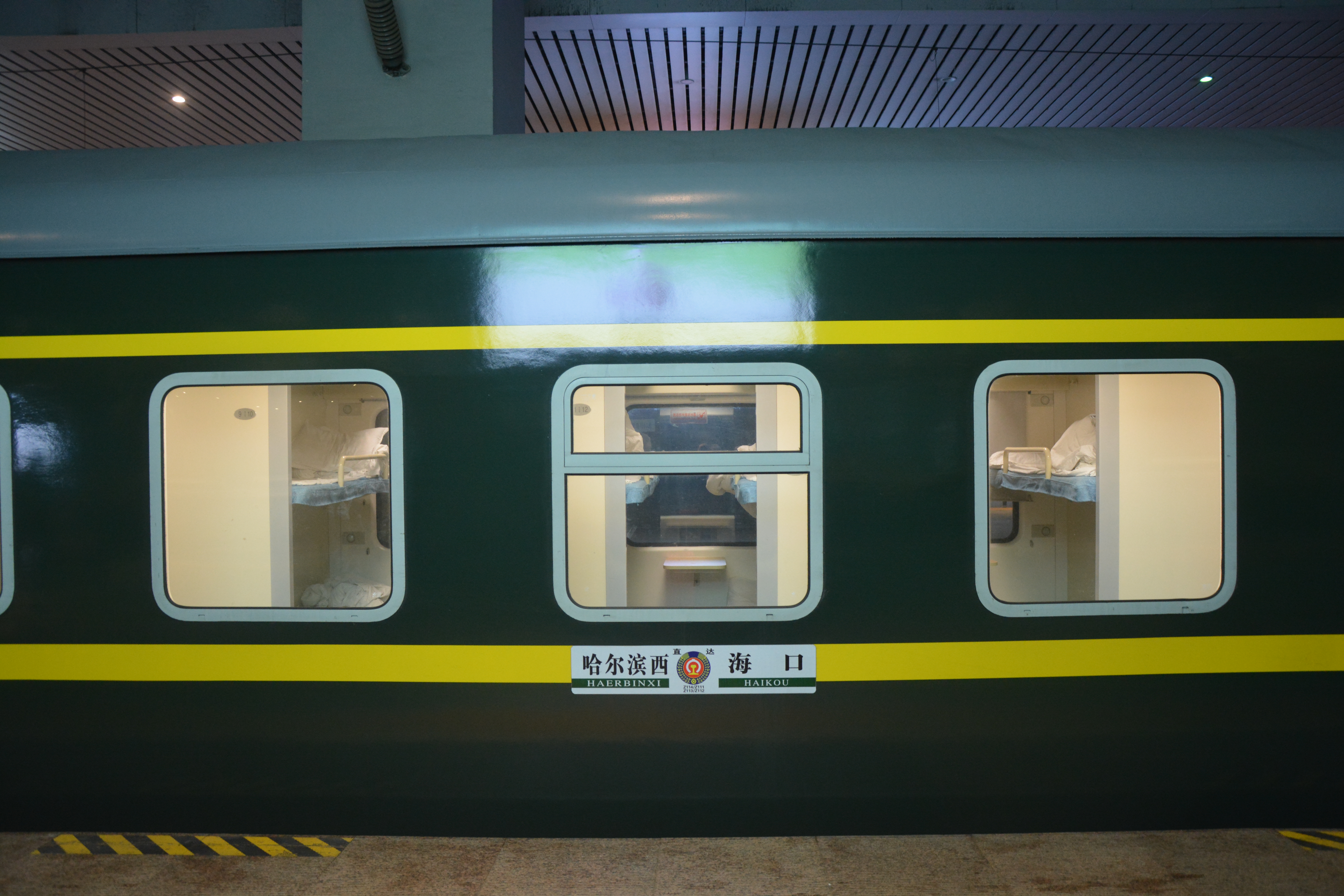
Z112次上的硬臥車廂，攝於2019年6月

- 車廂內還要分成多個隔間，每個隔間有6个床鋪 [3]，分為2側，一側3個
- 每個隔間都沒有门[3]
- 隔間內提供的用品很少，例如只提供枕头、被子、熱水瓶[4]
- 没有电视可以看[3]

每個床鋪长度为180厘米，宽度为60厘米。上铺至車頂的高度為65厘米，中鋪至上铺之間的高度為70厘米。下鋪至中鋪的高度最高。 